# Daptone Records
Daptone Records ist ein auf Soul und Funk spezialisiertes Independent-Label aus Brooklyn in New York City.
Daptone Records wurde im Jahr 2001 von Gabriel Roth und Neal Sugarman gegründet. Veröffentlicht wird gleichermaßen auf CD und auf Vinyl-Schallplatte. Zu den Künstlern des Labels gehören Sharon Jones and The Dap-Kings, The Sugarman Three und Charles Bradley.
Die von Daptone Records veröffentlichten Platten werden für ihren authentischen 1960er-Sound gerühmt. Das Album Back to Black der Sängerin Amy Winehouse wurde im Studio von Daptone Records aufgenommen, auf den Aufnahmen spielt die Stammband des Labels, die Dap-Kings.

## Veröffentlichte Künstler
- Antibalas Afrobeat Orchestra
- The Budos Band
- Charles Bradley
- Lee Fields
- Menahan Street Band
- The Mighty Imperials
- Naomi Shelton & The Gospel Queens
- Sharon Jones and The Dap-Kings
- The Sugarman Three
- El Rego
- The Como Mamas
- Saun & Starr
- The James Hunter Six